# Championnat de Bulgarie de football 2000-2001
Navigation
Saison précédente Saison suivante
La saison 2000-2001 du Championnat de Bulgarie de football était la 77e édition du championnat de première division en Bulgarie. Les 14 meilleurs clubs du pays se retrouvent au sein d'une poule unique, la Vissha Professionnal Football League, où ils s'affrontent deux fois, à domicile et à l'extérieur. À l'issue du championnat, les deux derniers du classement sont directement relégués en D2 tandis que le club finissant à la 12e place dispute un barrage face au 3e de deuxième division.
C'est le PFK Levski Sofia, champion en titre, qui remporte la compétition en terminant du championnat. C'est le 22e titre de champion de Bulgarie de l'histoire du club.

## Les 14 clubs participants
| - PFK Levski Sofia - FK CSKA Sofia - Velbazhd Kyustendil - Litex Lovech - Naftex Burgas - PFC Slavia Sofia - Spartak Varna | - Lokomotiv Sofia - Hebar 1920 Pazardzhik - Promu de D2 - Cherno More Varna - Promu de D2 - Chernomorets Burgas - Beroe Stara Zagora - Botev Plovdiv - Minyor Pernik |

## Compétition

### Classement
Le barème utilisé pour établir le classement est le suivant :
- Victoire : 3 points
- Match nul : 1 point
- Défaite : 0 point

| Rang | Équipe                  | Pts | J  | G  | N | P  | Bp | Bc | Diff |
| ---- | ----------------------- | --- | -- | -- | - | -- | -- | -- | ---- |
| 1    | PFK Levski Sofia T      | 69  | 26 | 22 | 3 | 1  | 63 | 13 | +50  |
| 2    | FK CSKA Sofia           | 62  | 26 | 19 | 5 | 2  | 65 | 16 | +49  |
| 3    | Velbazhd Kyustendil     | 57  | 26 | 18 | 3 | 5  | 48 | 29 | +19  |
| 4    | Litex Lovech C          | 55  | 26 | 17 | 4 | 5  | 70 | 23 | +47  |
| 5    | Naftex Burgas           | 42  | 26 | 12 | 6 | 8  | 47 | 34 | +13  |
| 6    | PFC Slavia Sofia        | 35  | 26 | 10 | 5 | 11 | 35 | 35 | 0    |
| 7    | Spartak Varna           | 34  | 26 | 10 | 4 | 12 | 38 | 40 | -2   |
| 8    | Lokomotiv Sofia         | 33  | 26 | 9  | 6 | 11 | 37 | 37 | 0    |
| 9    | Hebar 1920 Pazardzhik P | 26  | 26 | 7  | 5 | 14 | 39 | 55 | -16  |
| 10   | Cherno More Varna P     | 26  | 26 | 7  | 5 | 14 | 20 | 49 | -29  |
| 11   | Chernomorets Burgas     | 22  | 26 | 6  | 4 | 16 | 22 | 48 | -26  |
| 12   | Beroe Stara Zagora      | 22  | 26 | 6  | 4 | 16 | 21 | 47 | -26  |
| 13   | Botev Plovdiv           | 20  | 26 | 6  | 2 | 18 | 28 | 55 | -27  |
| 14   | Minyor Pernik           | 13  | 26 | 3  | 4 | 19 | 19 | 71 | -52  |

|  | Qualification pour la Ligue des clubs champions 2001-2002                                |
|  | Qualification pour la Coupe UEFA 2001-2002                                               |
|  | Qualification pour la Coupe Intertoto 2001                                               |
|  | Participation à la poule de relégation                                                   |
|  | Relégation en 2e division                                                                |
|  | T : Tenant du titre C : Vainqueur de la Coupe de Bulgarie P : Promu de deuxième division |

### Matchs

#### Barrage de promotion-relégation
Le 12e de D1 rencontre le 3e de D2 sur un match, disputé sur terrain neutre.
Cette saison, c'est le club de Beroe Stara Zagora, 12e de Vissha PFL, qui va tenter de conserver sa place parmi l'élite face à Pirin Blagoevgrad, à Sofia.
|  | Beroe Stara Zagora (D1) | 1 - 0 | Pirin Blagoevgrad (D2) | Sofia |  |
|  |                         |       |                        |       |  |

## Bilan de la saison
| Championnat de Bulgarie de football 2000-2001                   |                              |
| Champion                                                        | PFK Levski Sofia (22e titre) |
| Coupes et trophées                                              |                              |
| Vainqueur de la Coupe de Bulgarie 2000-2001                     | Litex Lovech                 |
| Qualifications continentales                                    |                              |
| Ligue des clubs champions 2001-2002 (1er tour de qualification) | PFK Levski Sofia             |
| Coupe UEFA 2001-2002                                            | Litex Lovech                 |
| Coupe UEFA 2001-2002                                            | FK CSKA Sofia                |
| Coupe Intertoto 2001                                            | Spartak Varna                |
| Promotions et relégations                                       |                              |
| Promus en Vissha PFL                                            | PFK Spartak Pleven           |
| Promus en Vissha PFL                                            | Marek Dupnitsa               |
| Relégués en B PFL                                               | Botev Plovdiv                |
| Relégués en B PFL                                               | Minyor Pernik                |